# خرطوم الحريق

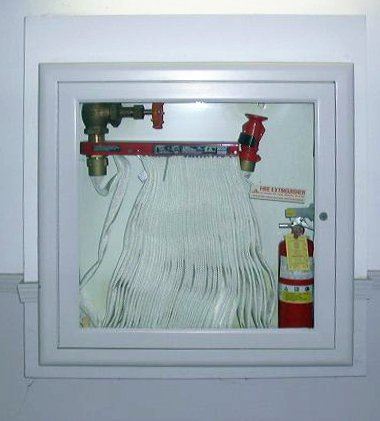
خرطوم أو إنبوب الاطفاء في الأماكن المغلقة

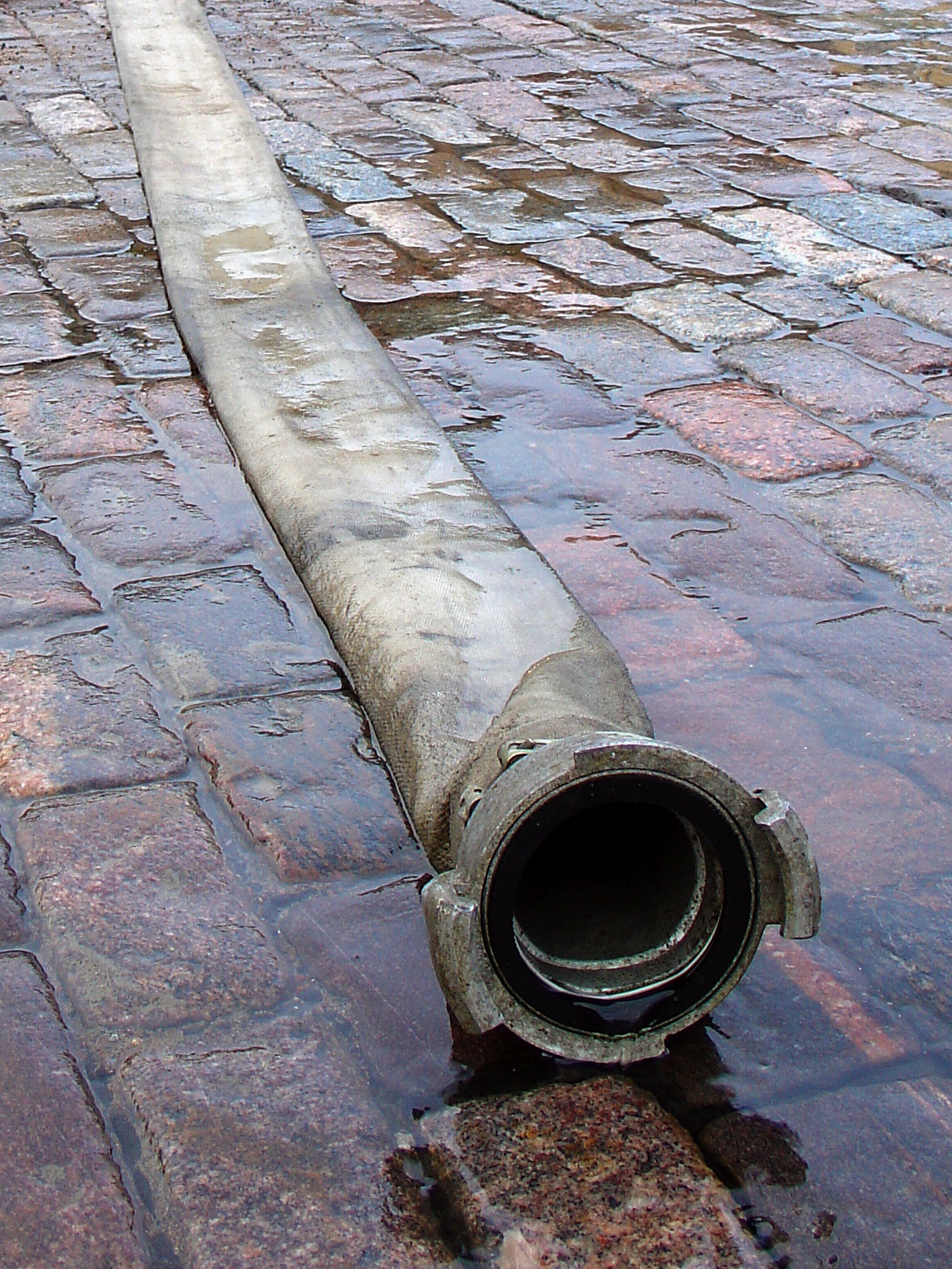
خرطوم النار مع وصلة ربط فنلندية

خرطوم الحريق هو خرطوم أو (أنبوب) ذو ضغط عالي مستخدم لنقل المياه أو أي مواد أخرى مثبطة للهب مثل (الرغوة) إلى حريق لاطفائه . الخارجي، ويراد أنه إما يتصل بأجهزة إطفاء الحريق أو «صمام النار». وفي الداخل، فإنه يمكن تركيبها بشكل دائم إلى البناية ماسورة (الإطفاء) أو نظام السباكة . وقد اخترع عن طريق بطل الإسكندرية على أساس ان يكون ستيسيبيوس (بالإنجليزية: Ctesibius)‏ مضخة مزدوجة المكبس.

## التاريخ
حتى منتصف القرن ‹19› كوفحت معظم الحرائق عن طريق المياه المنقولة إلى مكان الحادث في الدلاء .عبر المضخات اليدوية الاصلية والتي يتم تفريغ مياها من خلال أنبوب صغير أو مراقب، و تعلق على الجزء العلوي من الحوض مضخة ماثيسون.
.
ظل الأمر حتى أواخر 1860حتى أصبح متاحا الخرطوم على نطاق واسع لنقل المياه بسهولة أكبر من المضخات اليدوية ولاحقا المضخة البخارية، لخمد النار.

## الاستعمال الحديث
خراطيم المياه الحديثة تستخدم مجموعة متنوعة من أقمشة الاصطناعية الطبيعية و المطاط الصناعي في بنائها. هذه المواد تسمح للخراطيم يمكن تخزينها الرطب دون تعفن ومقاومة الآثار الضارة للتعرض لأشعة الشمس و المواد الكيميائية. الخراطيم الحديثة هي أيضا أخف وزنا من التصاميم القديمة، وهذا ساعد الحد من الضغط البدني على رجال الإطفاء
.
العديد من الأجهزة أصبحت أكثر انتشارا، و التي تعمل على إزالة الهواء من داخل خرطوم الحريق، ويشار اليه عادة باسم [فراغ خرطوم الحريق] . هذه العملية تجعل الخراطيم أصغر وصلبة إلى حد ما، و بالتالي، السماح لمزيد من خراطيم إطفاء الحريق إلى أن تكون معبأة أو يمكن تحميلها في نفس المكان على أجهزة مكافحة الحرائق
.

## مواصفات خراطيم الحريق
خراطيم إطفاءالحريق القابلة للطي غير المنفذة. وقد حددت هذه المواصفات المتطلبات اللازمة لثلاثة أنواع من خراطيم إطفاءالحريق القابلة للطي والتي يتم تشغيلها تحت ضغط حتي15 بار.. والصالحة للاستخدام مع وصلات خراطيم الحرائق وكذلك المتطلبات الإضافية لخراطيم التغذية.
تعريف الخرطوم القابل للطي هو خرطوم ذو جدار لين و في حالة الاستخدام يأخذ الشكل المسطح في القطاع العرضي وتتلامس جدرانه.

## أنواع الخراطيم
وهنالك ثلاثة أنواع من الخراطيم. 
- النوع الأول منها هو المعالج بطبقة خارجية مدعمة لزيادة التقوية ولذلك فهي عرضة لامتصاص السوائل وتحتاج إلي جفاف تام بعد الاستخدام,
- أما النوع الثاني فهو مقوي عن طريق التغطية بطبقة مرنة من الخارج لإعطاء بعض الحماية لها ضد امتصاص السوائل وتحسين مقاومة التآكل بالاحتكاك,
- وبالنسة للنوع الثالث فهوي مقو بتغطيته أثناء التصنيع بطبقة مرنة خارجية لزيادة التقوية لتقليل قدرة الخرطوم علي امتصاص السوائل وزيادة المقاومة للاحتكاك والحرارة.

| الاسم                   | التعريف |
| ----------------------- | --- |
| مهاجمة                  | الخرطوم عبارة عن نسيج مغطى، خرطوم مرن يستخدم لجلب المياه من مضخة النار خلال فوهة. ويتراوح القطر الداخلي لهذا الخرطوم في العادة من 1,5-3 في (38-76 ملم)، وهو مصمم للعمل في ضغوط تصل إلى حوالي 400 رطل (2,760 كيلو باسكال). الطول القياسي هو 50 قدم (15.24 م). |
| خرطوم الامداد والمتابعة | هي ذات قطر كبير، والنسيج مغطى، الخراطيم المرنة تستخدم لجلب الماء من صنبور مياه بعيدة إلى مضخة الحرائق في تتابع من مضخة إلى أخرى على مسافة طويلة . وهذه الخراطيم تتراوح في القطر الداخلي عادة يكون 3,5-5,0 في (89-127 ملم). وهي مصممة لتعمل تحت ضغط يصل إلى حوالي 300 رطل (2,070 كيلو باسكال) بأقطار أصغر حجما ويصل إلى 200 رطل (1,380 كيلو باسكال) لأقطار أكبر. الطول المعياري هو 100 قدم (30.48 م). |
| خرطوم الغابات           | عبارة عن نسيج مغطى، وهو خرطوم مرن يستخدم لمكافحة الحرائق في العشب، والفرشاة، والأشجار التي تحتاج إلى خرطوم خفيف الوزن من أجل المناورة على مدى التضاريس شديدة الانحدار أو الخشنة. و خرطوم الغابات يكون حوالي 1.0 و 1.5 في (25 و 38 ملم) بأقطار داخلية عادة صممت لتعمل تحت ضغط يصل إلى حوالي 450 رطل (3,100 كيلو باسكال). الطول القياسي هو 100 قدم (30.48 م).                                          |
| الخرطوم الداعم          | هو مطاط مغطى، سميك الجدران، وهو خرطوم مرن يستخدم لمكافحة الحرائق الصغيرة. فإنه يحتفظ المقطع العرضي عندما لا يكون تحت الضغط وعادة ما تتم حركتها على بكرة مضخة النار، بدلا من ان تخزن مسطحة . الخرطوم الداعم خرطوم يأتي في 0.75 و 1.0 في (19 و 25 ملم) بأقطار داخلية عادة، ومصممة للعمل تحت ضغوط تصل إلى 800 رطل (5,520 كيلو باسكال). الطول القياسي هو100 قدم (30.48 م)..                              |
| خرطوم الشفط             | تسمى أحيانا بالشافطات الصلبة، وعادة ما يكون المطاط مغطى، خرطوم شبه جامد مع تعزيزات معدنية داخلية . يتم استخدامه لامتصاص المياه من مصادر غير المضغوطة، مثل البرك أو الأنهار، عن طريق ضغط فراغي . نطاقات خرطوم الشفط في قطرها الداخلي عادة 2,5-6,0 في (64-152 ملم). طول هو معيار 10 قدم (3.05 م). |

## مكونات الخرطوم
يتكون الخرطوم من بطانة غير منفذة والياف صناعية للتقوية، وكذلك طبقة تغطية مرنة للتقوية الخارجية والتدعيم .
و طرق قياس ابعاد الخراطيم من اقطار داخلية وأطوال وأوزان وذلك طبقا لجداول قياسية مبينة في المواصفات العالمية.

## الاختبارات
أما بالنسبة لأنواع الاختبارات فقد تمثلت في الاختبارات الهيدروستاتيكية حيث يجب أن يتماشي الخرطوم مع المتطلبات الخاصة بثبات الابعاد وتحمل الضغط الانفجاري واختبار قوة الالتصاق واختبار المرونة . إضافة إلي اختبار صلاحية التعتيق الحراري حيث يتم سحب عدد6 عينات بطول متر واحد وتتعرض لظروف اختبار قياسية من درجات حرارة ورطوبة نسبيا لمدة 120 ساعة يتم فيها تطبيق الخراطيم حيث ينبغي بعد التعتيق الا توجد أي لزوجة علي البطانة أو سطح الغلاف، كذلك اختبار مقاومة الاحتكاك ومقاومة الزيوت حيث يجب ألا يوجد في البطانة أو الغلاف أي تشقق.. بعد أن يتم تعريض بطانة عينة قياسية من الخرطوم في كابينة مخصصة لذلك لمدة تتراوح بين ساعة و96 ساعة طبقا للنوع. وللتأكد من سلامة كل دفعة إنتاج من الخراطيم فيتم تعريض عينة خراطيم لاختبار الضغط بقيمة تمثل150% من الضغط المحدد لزمن قدره60 ثانية ـ22,5 بار ويجب ألا تظهر علامة للتسرب أو أي عيب أخر.
وتضمنت المواصفات البيانات الواجب إدراجها علي كل طول من الخرطوم بطريقة غير قابلة للمحو شاملة رقم ونوع الخرطوم والقطر الداخلي الاسمي وشهروسنة التصنيع.